# Lars Klinting
Lars Reinhold Klinting (geboren 25. April 1948 in Södermalm; gestorben 9. Dezember 2006 in Bromma) war ein schwedischer Autor und Illustrator.

## Leben
Der Schreiner Klinting debütierte 1982 mit dem Kinderbuch Örjan - den höjdrädda örnen, das 1999 von Hamid Navim verfilmt und im folgenden Jahr für den schwedischen Filmpreis Guldbagge in der Kategorie „Bester Kurzfilm“ nominiert wurde. Er schrieb etwa 20 eigene Bücher, darunter die auch in Deutschland verlegten sieben Bücher über den Biber Kasimir und seinen Freund Frippe. Weitere zwölf Bücher anderer Autoren wurden von ihm illustriert.
Im Laufe seiner Karriere erhielt Klinting mehrere Auszeichnungen, darunter mehrmals den Årets-Pandabok-Preis des WWF als Autor des Kinderbuchs des Jahres und die Elsa-Beskow-Plakette für sein Gesamtwerk. Nach Klintings Tod stiftete der schwedische Verlag Alfabeta bokförlag im Jahr 2009 den „Castor-Preis“ (der lateinische Name des Bibers lautet Castor fiber) zu seinem Gedenken.

## Werke (Auswahl)
- Örjan - den höjdrädda örnen, Rabén & Sjögren 1982, ISBN 9-1744-8502-4
- Kasimir tischlert (Castor snickrar), Oetinger 1996, ISBN 978-3-7891-6767-6
- Kasimir näht, (Castor syr), Oetinger 1996, ISBN 978-3-7891-6769-0
- Kasimir backt (Castor bakar), Oetinger 1997, ISBN 978-3-7891-6772-0
- Kasimir pflanzt weiße Bohnen (Castor odlar), Oetinger 1998, ISBN 978-3-7891-6773-7
- Kasimir malt (Castor målar), Oetinger 1996, ISBN 978-3-7891-6775-1
- Kasimir lässt Frippe machen (Frippe lagar allt), Oetinger 2000, ISBN 978-3-7891-6778-2
- Kasimir hat einen Platten (Castors punka), Oetinger 2005, ISBN 978-3-7891-6784-3

## Buchillustrationen (Auswahl)
- Anton im Garten (Anton i trädgårdslandet), Carlsen 1988, zusammen mit Görel Kristina Näslund, ISBN 978-3-551-20913-9
- Nils Holgerssons wunderbare Reise (Nils Holgerssons underbara resa genom Sverige), Georg-Lentz-Verlag 1989, nach Selma Lagerlöf, ISBN 978-3-88010-185-2
- Weihnachten im Stall (Jul i stallet), Oetinger 2002, nach Astrid Lindgren, ISBN 978-3-7891-6837-6

## Auszeichnungen
- Årets Pandabok (Kategorie Kinderbuch) 1986, 1989, 1991, 1993
- Elsa-Beskow-Plakette 1987 (für sein Gesamtwerk)
- Bokjuryn (Kategorie 0–6 Jahre) 1998, 1999 (Kinder- und Jugendbuchpreis)
- Wettergrens Barnbokollon 2000 (Buchhandelspreis)[6]